# چوبریکا
چوبریکا (به بلغاری: Chubrika) روستایی در بلغارستان است که در شهرستان آردینو واقع شده‌است. چوبریکا ۵٫۷۸۲ کیلومتر مربع مساحت و ۱۵۳ نفر جمعیت دارد.